# Ergasilus ecuadorensis
Ergasilus ecuadorensis is een eenoogkreeftjessoort uit de familie van de Ergasilidae. De wetenschappelijke naam van de soort is voor het eerst geldig gepubliceerd in 2002 door El-Rashidy & Boxshall.